# Journal of Libertarian Studies
The Journal of Libertarian Studies, JLS («Revista de Estudios Libertarios») fue una revista académica trimestral estadounidense oficialmente dedicada a la difusión del austro-libertarismo y del anarcocapitalismo. Es publicada en la actualidad por el Ludwig von Mises Institute y su director Lew Rockwell. Fue fundado en la primavera de 1977 por Murray Rothbard que también sirvió como su editor hasta su muerte en 1995. Cesó su publicación en 2008.
Su misión según encargados ha sido ser la voz de la teoría política libertaria radical, incluyendo artículos en los campos de historia, economía y filosofía, siendo en la actualidad la mayor plataforma de lanzamiento de nuevas ideas en el mundo del libertarismo. Se ha convertido en un foro impreso que difunde investigaciones históricas sobre la guerra y el intervencionismo y la reconstrucción de la historia de las ideas libertarias.
La revista fue publicada por el Center for Libertarian Studies hasta 2000 en que se trasladó su publicación al Mises Institute. En el Mises Institute sus editores han sido Hans-Hermann Hoppe y Roderick Long, y actualmente Judith Thommesen. La revista de la publicación se encuentra temporalmente suspendido en espera de una revisión del formato y método de distribución.